# CinéMagique

Logo alternatif de l'attraction

CinéMagique était une attraction située dans le Studio 2, du parc Walt Disney Studios à Disneyland Paris. 
Le 20 avril 2012, le film fut mis à jour avec l'ajout d'extraits de films plus récents. Elle ferma définitivement ses portes le 29 mars 2017 lors d'une ultime séance où des tickets collectors furent remis au public présent pour l'occasion.
Le 22 septembre 2018, Disney prévoit de rouvrir l'attraction à partir du 1er décembre pour une durée limitée dans la même salle, mais entièrement rénovée.
Quelques semaines plus tard le parc annonce l'annulation de son grand retour au grand désarroi des fans.

## Le concept
L'attraction racontait les aventures d'un spectateur d'origine anglophone, Georges, pris au piège dans l'histoire du cinéma et qui s'efforçait de sortir de l'écran de cinéma, vivant au passage de nombreuses aventures.
Elle permettait de découvrir ou de redécouvrir une sélection des meilleurs moments du cinéma. Elle célébrait les cent ans du cinéma tout en rendant hommage à des acteurs légendaires.

Le spectacle alliait des montages d'extraits de films anciens où étaient incrustés les personnages actuels ainsi que de nombreux effets spéciaux projetant le spectateur au cœur de l'action ou de l'autre côté de l'écran.
La salle, de style renouveau colonial espagnol, évoquait les cinémas de Hollywood dans les années 1930.

## L'attraction

### Données techniques
- Ouverture : 16 mars 2002 (avec le parc)
- Fermeture : 29 mars 2017
- Capacité : 1 100 places
- Durée : 25 min. environ
- Thème musical : « Les Parapluies de Cherbourg » composé par Michel Legrand
- Type d'attraction : cinéma-spectacle
- Situation : 48° 52′ 01″ N, 2° 46′ 48″ E

### L'histoire
Un « spectateur » (Georges) sorti du public, interrompt avec la sonnerie de son téléphone portable, la présentation des meilleurs extraits de films lors d'une projection commémorative pour le 100e anniversaire du cinéma. 
Son action dérange également les personnages jouant une scène à l'écran, dont un Magicien qui transporte alors le « spectateur » fautif dans le film, ou plutôt les films. 
Georges y rencontre une jolie actrice (Marguerite). Il en tombe amoureux. Il essaye de la suivre dans de nombreux extraits de films, présentés par ordre chronologique (noir et blanc, muet, parlant, et enfin en couleur). 
Pour la sauver, il reçoit à sa place une flèche dans le cœur, heureusement protégé par son téléphone qui sert de fil rouge à l'intrigue.
Plutôt que de rejoindre la vie réelle, Georges fera le choix de rester avec Marguerite.
La dernière scène les montre enlacés, sautillant vers La Cité d'Émeraude du Pays d'Oz.

### Résumé
Le spectacle commence avec un Castmember récitant un boniment ouvrant sur la nature du film: « Aujourd'hui, vous allez voir un film sur l'histoire du cinéma allant des films muets aux films modernes d'aujourd'hui. » Le film commence, un montage d'extraits de films en noir et blanc défile. Après quelques instants, une sonnerie de téléphone portable se fait entendre. Un homme dans la première rangée répond au téléphone, commence à parler et monte sur la scène. Il échappe au Castmember qui part chercher la sécurité et se met à marcher sur la scène tout en parlant.
Pendant ce temps, les acteurs et actrices à l'écran sont interrompus par le bruit de cet homme. Finalement, quand une scène d'amour du film Cheik entre un Prince et une Princesse est interrompu, le Prince, irrité, tente de l'arrêter, mais il est incapable de le rejoindre à cause de l'écran de cinéma. Cependant, il fait appel à un Magicien (Alan Cumming)  pour le faire taire. Ce Magicien exécute un tour de magie qui fait disparaître l'homme de la scène dans un panache de fumée, et réapparaître à l'intérieur du film. L'homme, appelé Georges (Martin Short), est frappé par le Prince. La Princesse (Julie Delpy), appelé Marguerite, le réconforte. Le Prince, voyant cela, se saisit  de son épée et se met à poursuivre Georges.
Pour s'échapper, Georges grimpe par la fenêtre et tout à coup, se retrouve sur le rebord d'un bâtiment élevé avec Harold Lloyd, dans la scène de la tour de l'horloge de Monte là-dessus !. Mais il est encore poursuivis par le Prince, toutefois, il réussit à s'échapper par l'escalier de secours. Juste au moment où il pense être  en sécurité, une tarte lui est jetée à la figure. En regardant autour de lui, il voit Charlie Chaplin et Laurel et Hardy en pleine bataille de lancer de tartes. Georges intervient et se rend compte qu'il peut de nouveau parler : il a quitté le cinéma muet.
Malheureusement Georges se retrouve acculer contre un mur par un groupe de gangsters dans la scène de Les Anges aux figures sales . Avant qu'il ne soit abattu, deux hommes apparaissent derrière les gangsters, cette diversion lui permet de s'échapper. Cependant, Georges renverse un baril, ce qui alerte les gangsters, qui commencent à lui tirer dessus à travers un clip de scènes de Certains l'aiment chaud. Georges n'a d'autres choix pour s'enfuir que de traverser une fenêtre et en même temps quitte le cinéma en noir et blanc.
Georges atterrit dans le genre du Western avec des scènes des films Il était une fois dans l'Ouest et Le Bon, la Brute et le Truand. Des bandits sont debout devant lui. Comme le téléphone de Georges sonne, la scène reprend la méthode de Sergio Leone avec de très gros plans pour construire l'attente avant la fusillade. Georges prend son téléphone et la fusillade commence avec des images de multiples Westerns, y compris Les Sept Mercenaires. Dans sa tentative d'échapper à la fusillade, Georges laisse tomber son téléphone, puis se réfugie dans un hangar à proximité remplie de TNT et d'autres explosifs. Un bow-boy tire alors sur une caisse de TNT, et envoie Georges s'envoler dans les airs.
Georges atterrit sur une cheminée et découvre qu'il est à Londres, plongé dans l'univers de Mary Poppins. Il est alors immédiatement aspiré dans la chanson « Step In Time ». Pendant ce temps, Marguerite a suivi Georges et assiste à la suite de la fusillade. Elle entend le téléphone et se précipite vers lui croyant avoir retrouvé son amour, mais ne trouve que le téléphone. On retrouve Georges qui marche dans la rue sous une pluie battante (tirée du film Les Parapluies de Cherbourg). Quelqu'un vient alors derrière lui tenant un parapluie au-dessus de sa tête. C'est Marguerite. Elle lui rend le téléphone . C'est alors que Georges saute dans une flaque d'eau et est aspiré. Marguerite tente de le suivre, mais en est incapable.
Sous l'eau, Georges est repéré par le sous-marin Octobre Rouge du film À la poursuite d'Octobre Rouge. Marko Ramius est d'ailleurs très étonné de voir un homme quand il regarde dans le périscope. Georges rencontre également les plongeurs du Grand Bleu. En continuant de nager il croise Pinocchio. Celui-ci tente de l'avertir qu'une grosse baleine est dans le coin, mais il le fait en français, langue que Georges ne comprend pas. Soudain, Monstro se réveille et chasse à la fois Georges et Pinocchio.
En remontant à la surface, Georges regarde autour de lui et voit le Titanic s'approchant de lui. Il monte dessus à l'étonnement du capitaine. Alors que Georges lui explique comment il est arrivé là, le bateau heurte l'iceberg. Tandis que les passagers commencent à courir sur les canots de sauvetage, Georges entend Jack Dawson appeler au secours. Georges tente de le retrouver et commence à ouvrir les portes au hasard. Cependant, chaque porte révèle quelqu'un d'autre que Jack. Les scènes incluent John Cleese dans Un poisson nommé Wanda, l'inspecteur Clouseau de La Panthère Rose, Hannibal Lecter du Silence des agneaux, Sully de Monstres et Cie et Linda Blair de L'Exorciste. Puis, l'eau commence à inonder le couloir, et juste avant que l'eau n'envahisse tout le mur, la porte derrière Georges s'ouvre et l'aspire.
Georges est maintenant à bord de l'Étoile de la Mort de l'univers de Star Wars. Il est attrapé par un Stormtrooper qui l'emmène derrière un mur juste à temps pour échapper à Dark Vador. Ce Stormtrooper se révèle être Marguerite. Malheureusement leurs retrouvailles sont interrompues par de vrais Stormtroopers qui les traquent à travers la station spatiale. À la fin de la course poursuite ils rejouent la scène où la princesse Leia et Luke Skywalker utilisent le câble pour traverser un gouffre.
En atterrissant de l'autre côté, ils arrivent dans un film médiéval. Apparaît alors un  chevalier (Tchéky Karyo) qui est très intrigué par les habits modernes de Georges. Celui-ci le supplie de l'aider à retourner chez lui dans le monde réel, de l'autre côté de l'écran. Alors que le chevalier allait plonger son épée à travers l'écran, le chaos se déchaîne. Des armées arrivent et une bataille s'ensuit entre chevaliers. Robin des Bois tire une flèche vers Marguerite, mais elle est sauvée par Georges qui reçoit la flèche à sa place en s'interposant. La flèche a atteint son cœur et les combats cessent. Le chevalier enlève la flèche pour constater que la flèche a été arrêtée par le téléphone portable de Georges. Le téléphone sonne et Georges se réveille. Effrayé par sa sonnerie, le chevalier écrase le portable. Puis, il se dirige vers le sommet de la colline et la foudre frappe son épée. Il la jette vers l'écran créant un passage  permettant à Georges de retourner dans le monde réel. Il le fait et demande à Marguerite de le rejoindre mais le portail se referme avant qu'elle ne le traverse. Elle essaie de sortir mais n'y arrive pas et retourne dans le cinéma muet sous la tristesse de Georges qui croit ne plus jamais la revoir. Mais le Magicien réapparaît en affirmant « qu'au cinéma tout est possible », puis crée une porte pour Georges, lui permettant de revenir dans le film. Georges et Marguerite se retrouvent et s'embrassent, compléter par un montage des plus célèbres baisers du cinéma. Le spectacle se termine avec Georges et Marguerite se dirigeant vers la Cité d'Émeraude du Magicien d'Oz.

### Distribution
- Martin Short : Georges
- Julie Delpy : Marguerite
- Alan Cumming : Le Magicien
- Tchéky Karyo : le chevalier
- Marco Leonardi : le Cheik
- Peter van Hoof : George (voix: version Française)
- Melissa Weing : Business Woman
- Brian J. Williams : Gunslinger #1
- Brian Danner : Le Croisé (non crédité)
- Chip Sickler : Dark Vador (non crédité)

### Films utilisés
Version 2002. Cette liste est classée par ordre d'apparition dans le film CinéMagique de 2002 à avril 2012.
| Titre                                     | Année | Pays             | Réalisateur                | Principaux acteurs                       |
| ----------------------------------------- | ----- | ---------------- | -------------------------- | ---------------------------------------- |
| La Sortie de l'usine Lumière à Lyon       | 1894  | France           | Louis Lumière              |                                          |
| The Kiss                                  | 1896  | États-Unis       | Edison Manufacturing Cie   | John C. Rice, May Irwin                  |
| L'Arrivée d'un train en gare de La Ciotat | 1894  | France           | Louis Lumière              |                                          |
| Le Vol du rapide                          | 1903  | États-Unis       | Edwin S. Porter            |                                          |
| Le Voyage dans la Lune                    | 1902  | France           | Georges Méliès             | Georges Méliès, Bleuette Bernon          |
| Naissance d'une nation                    | 1915  | États-Unis       | David Wark Griffith        |                                          |
| Cops                                      | 1922  | États-Unis       | Buster Keaton              | Buster Keaton                            |
| Plane Crazy                               | 1928  | États-Unis       | Walt Disney                | Mickey Mouse                             |
| Napoléon                                  | 1927  | France           | Abel Gance                 | Albert Dieudonné                         |
| Le cuirassé Potemkine                     | 1925  | Union soviétique | Sergueï Eisenstein         | Alexandre Antonov                        |
| Nosferatu                                 | 1922  | Allemagne        | Friedrich Wilhelm Murnau   | Max Schreck                              |
| Le Cabinet du docteur Caligari            | 1919  | Allemagne        | Robert Wiene               |                                          |
| Metropolis                                | 1927  | Allemagne        | Fritz Lang                 | Brigitte Helm                            |
| Le Cheik                                  | 1921  | États-Unis       | George Melford             | Rudolph Valentino                        |
| Monte là-dessus !                         | 1923  | États-Unis       | Fred C. Newmeyer           | Harold Lloyd                             |
| La bataille du siècle                     | 1927  | États-Unis       | Clyde Bruckman             | Laurel et Hardy                          |
| Charlot fait du cinéma                    | 1916  | États-Unis       | Charlie Chaplin            | Charlie Chaplin                          |
| Les Anges aux figures sales               | 1938  | États-Unis       | Michael Curtiz             | James Cagney                             |
| Certains l'aiment chaud                   | 1959  | États-Unis       | Billy Wilder               | Marilyn Monroe, Tony Curtis, Jack Lemmon |
| Il était une fois dans l'Ouest            | 1967  | Italie           | Sergio Leone               | Charles Bronson, Henry Fonda             |
| Le Bon, la Brute et le Truand             | 1968  | Italie           | Sergio Leone               | Clint Eastwood, Eli Wallach              |
| Tombstone                                 | 1993  | États-Unis       | George Pan Cosmatos        | Kurt Russell, Val Kilmer                 |
| La Horde sauvage                          | 1969  | États-Unis       | Sam Peckinpah              | William Holden                           |
| Les Sept Mercenaires                      | 1960  | États-Unis       | John Sturges               | Yul Brynner, Steve McQueen               |
| Mary Poppins                              | 1965  | États-Unis       | Robert Stevenson           | Julie Andrews                            |
| Les parapluies de Cherbourg               | 1964  | France           | Jacques Demy               | Catherine Deneuve                        |
| À la poursuite d'Octobre Rouge            | 1990  | États-Unis       | John McTiernan             | Sean Connery                             |
| Le Grand Bleu                             | 1987  | France           | Luc Besson                 | Jean-Marc Barr, Jean Reno                |
| Pinocchio                                 | 1940  | États-Unis       | Walt Disney                |                                          |
| Titanic                                   | 1997  | États-Unis       | James Cameron              | Leonardo DiCaprio, Kate Winslet          |
| Un poisson nommé Wanda                    | 1988  | Angleterre       | Charles Crichton           | John Cleese                              |
| Trois hommes et un couffin                | 1985  | France           | Coline Serreau             | Roland Giraud, André Dussollier          |
| La Panthère rose                          | 1963  | Angleterre       | Blake Edwards              | Peter Sellers                            |
| Le Silence des agneaux                    | 1990  | États-Unis       | Jonathan Demme             | Anthony Hopkins                          |
| Monstres et Cie                           | 2002  | États-Unis       | Disney-Pixar               |                                          |
| L'Exorciste                               | 1973  | États-Unis       | William Friedkin           | Linda Blair                              |
| Star Wars                                 | 1977  | États-Unis       | George Lucas               | Mark Hamill, Harrison Ford               |
| Les Trois Mousquetaires                   | 1993  | États-Unis       | Stephen Herek              | Kiefer Sutherland, Julie Delpy           |
| Highlander                                | 1986  | Angleterre       | Russell Mulcahy            | Christophe Lambert                       |
| Ran                                       | 1985  | Japon            | Akira Kurosawa             | Tatsuya Nakadai                          |
| Le Cid                                    | 1961  | Espagne          | Anthony Mann               | Charlton Heston, Sophia Loren            |
| Henri V                                   | 1989  | Angleterre       | Kenneth Branagh            | Kenneth Branagh, James Larki             |
| Monty Python : Sacré Graal !              | 1975  | Angleterre       | Terry Jones, Terry Gilliam | Les Monty Python                         |
| Robin des Bois, prince des voleurs        | 1991  | États-Unis       | Kevin Reynolds             | Kevin Costner, Morgan Freeman            |
| Vacances à Venise                         | 1955  | Italie           | David Lean                 | Katharine Hepburn                        |
| Docteur Jivago                            | 1965  | États-Unis       | David Lean                 | Julie Christie, Omar Sharif              |
| Casablanca                                | 1942  | États-Unis       | Michael Curtiz             | Humphrey Bogart, Ingrid Bergman          |
| Autant en emporte le vent                 | 1939  | États-Unis       | Victor Fleming             | Vivien Leigh, Clark Gable                |
| Un homme et une femme                     | 1966  | France           | Claude Lelouch             | Jean-Louis Trintignant, Anouk Aimée      |
| Les Hauts de Hurlevent                    | 1939  | États-Unis       | William Wyler              | Laurence Olivier, Merle Oberon           |
| Ridicule                                  | 1996  | France           | Patrice Leconte            | Fanny Ardant, Jean Rochefort             |
| Le Hussard sur le toit                    | 1995  | France           | Jean-Paul Rappeneau        | Olivier Martinez, Juliette Binoche       |
| La Règle du jeu                           | 1939  | France           | Jean Renoir                | Marcel Dalio, Paulette Dubost            |
| L'Orchidée noire                          | 1959  | États-Unis       | Martin Ritt                | Anthony Quinn, Sophia Loren              |
| Une place au soleil                       | 1951  | États-Unis       | George Stevens             | Montgomery Clift, Elizabeth Taylor       |
| Carmen Jones                              | 1954  | États-Unis       | Otto Preminger             | Harry Belafonte, Dorothy Dandridge       |
| Cyrano de Bergerac                        | 1990  | France           | Jean-Paul Rappeneau        | Vincent Pérez, Anne Brochet              |
| Qui veut la peau de Roger Rabbit          | 1988  | États-Unis       | Robert Zemeckis            | Christopher Lloyd                        |
| Le Brave Petit Tailleur                   | 1938  | États-Unis       | Walt Disney                | Mickey Mouse                             |
| La Main au collet                         | 1955  | États-Unis       | Alfred Hitchcock           | Cary Grant, Grace Kelly                  |
| Jeanne d'arc                              | 1999  | France           | Luc Besson                 | Milla Jovovich                           |
| Le Magicien d'Oz                          | 1939  | États-Unis       | Victor Fleming             | Judy Garland, Jack Haley                 |

## Nom de l'attraction

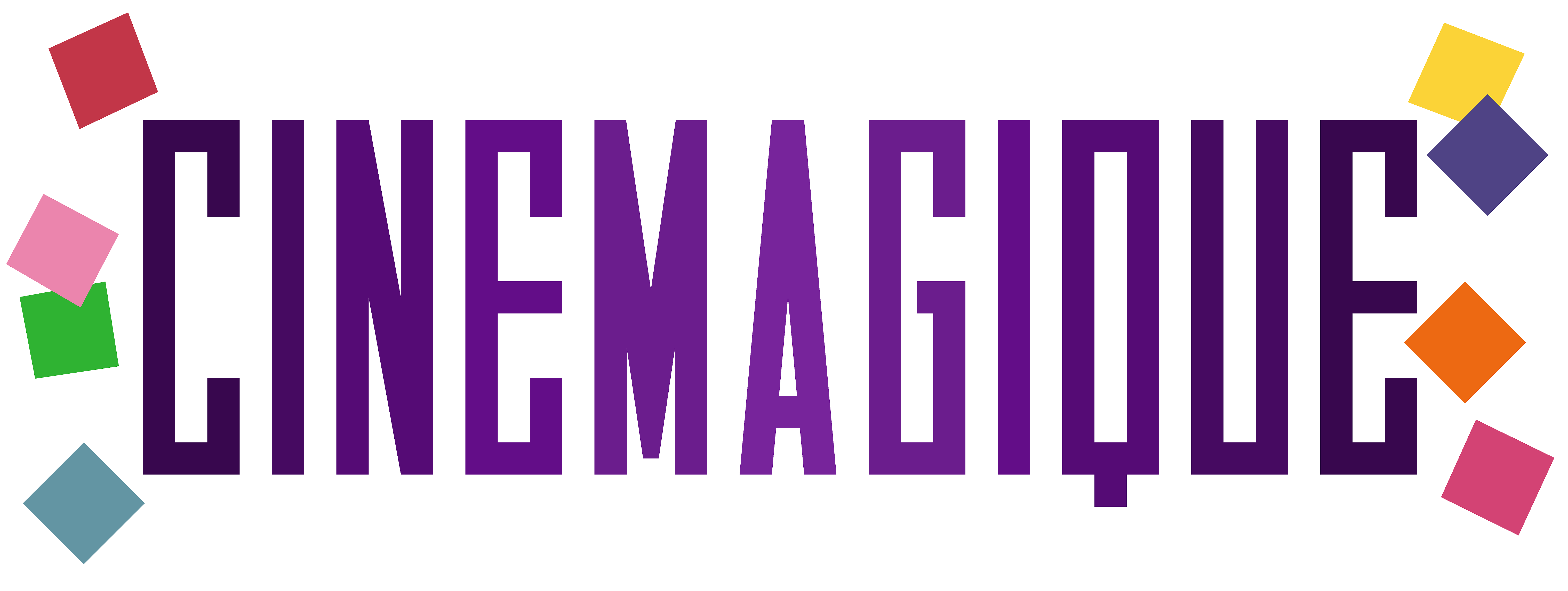
Logo du CinéMagique Theatre de Discoveryland, accueillant Captain EO

Une attraction portant le nom de CinéMagique existait à l'origine dans le Parc Disneyland à Discoveryland, et présentait le film Captain EO avec Michael Jackson, de 1992 à 1998. Cette salle fut renommée « L'Imagination Institute » en 1999 avec le remplacement de Captain EO par Chérie, j'ai rétréci le public, afin de coller avec la storyline de l'attraction.